# Barbie. Шпигунська історія
«Barbie. Шпигунська історія» (англ. Barbie: Spy Squad) — американсько-канадський пригодницько-комедійний анімаційний фільм, знятий Конрадом Гелтоном. Прем'єра стрічки в Україні відбулась 18 лютого 2016 року. Фільм розповідає про пригоди Барбі та її подружок, які отримують надсекретне завдання від керівника шпигунської організації.

## У ролях
- Брітт Ірвін — Барбі
- Ребекка Гусейн — Патрісія
- Рейчел Стемен — Рене
- Дженні Пеллісер — Тереза
- Кейтлін Барр — Вайлет
- Браян Добсон — агент Данбар
- Ієн Генлін — Лацио
- Джонатан Голм — Персі